# Gutto

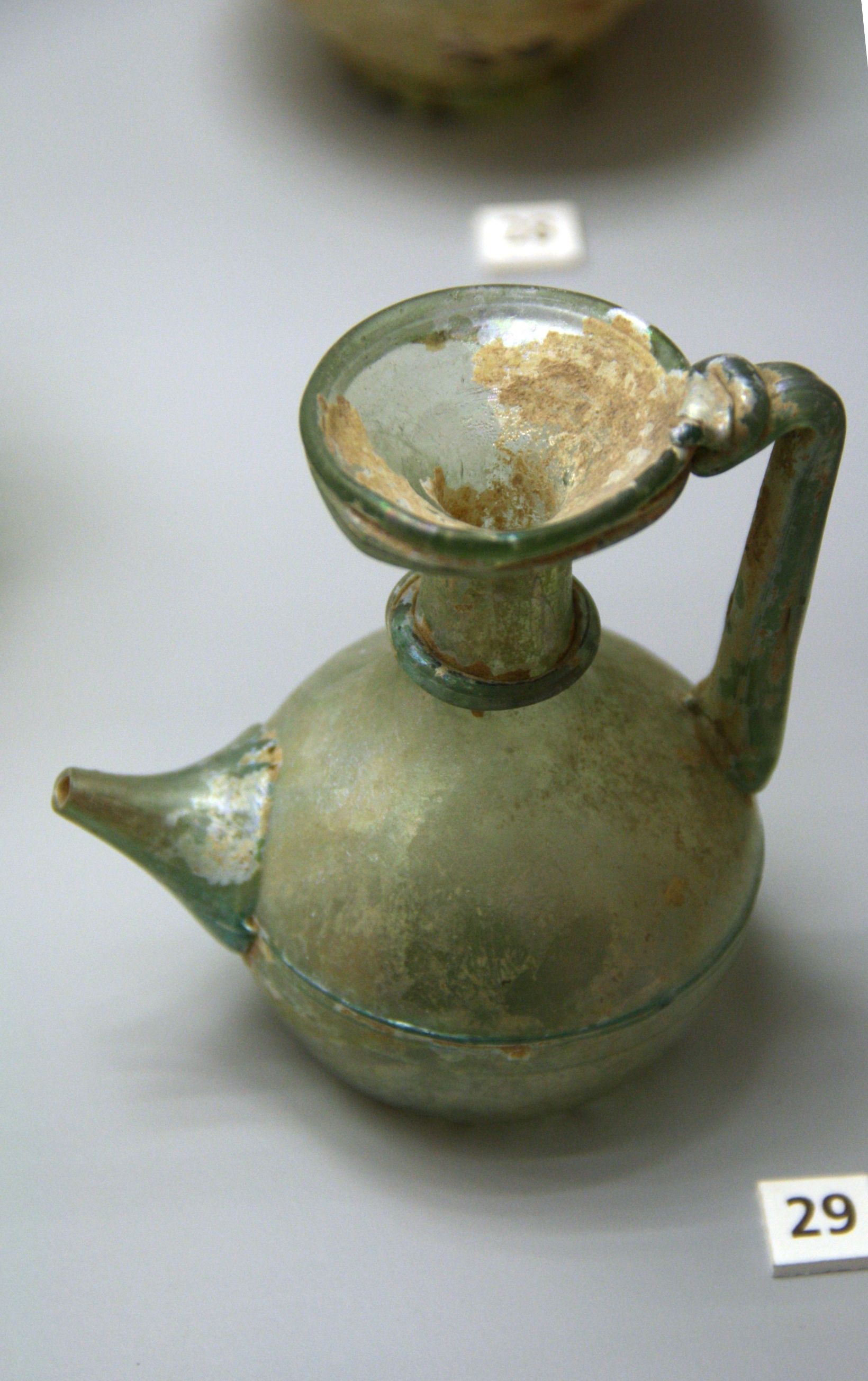
Gutto in vetro del sec. III/IV d.C. Museo archeologico di Milano.

Il gutto era un manufatto in ceramica calena di epoca romana. Oltre a contenere liquidi, serviva anche a versarli goccia a goccia (gutta in latino è "goccia").
Poteva essere di varia forma, dal tipo globulare ad alto piede, lungo collo a beccuccio e piccola ansa di presa, a quello askoide di sagoma allungata.
Un tipo particolare di gutto è il guttus tintinnabula dedicato ai neonati (prevalentemente in area Magna Grecia)